# Кузнецовка (Ростовская область)
Кузнецо́вка — хутор в Семикаракорском районе Ростовской области.
Административный центр Кузнецовского сельского поселения.

## История
На карте 1833 года на нынешнем месте расположения обозначен хутор Хомутовский (или Хомутов). По сведениям 1859 года хутор значился как «Кузнецовский (Хомутовский) при заливе Хомутце» и включал в себя 35 дворов при 381 жителе.
В иных документах (ревизские сказки 1795, 1811 и 1835 годов) содержатся записи о «крестьянах помещиков Кузнецовых при хуторе Хомутовском», из чего можно предположить, что хутор был переименован в период с 1835 по 1858 год.
Из информации клировых ведомостей известно, что в 1858 году был построен Ильинский молитвенный дом — впоследствии Ильинская церковь. Прихожанами стали жители хутора Кузнецовского и Балабинского. Ныне в хуторе продолжает действовать Ильинская церковь.

## Население
| 2010 |
| ---- |
| 1080 |

## Улицы
| - ул. 50 лет Октября, - ул. Ананченко, - ул. Буденного, - ул. Гагарина, - ул. Горького, | - ул. Кирова, - ул. Комсомольская, - ул. Красноармейская, - ул. Ленина, - ул. Первомайская, | - ул. Пушкина, - ул. Скандилова, - ул. Советская, - ул. Степная, - пер. Молодёжный. |